# Olga Tiagaj
Olga Tiagaj (ryska: Ольга Тягай), född 5 maj 1985 i Moskva, är en rysk tidigare längdskidåkare. 
Hennes bästa resultat från världscupen är en tionde plats från Davos 2008. Hon deltog i Världsmästerskapen i nordisk skidsport 2009 i Liberec, där hon slutade på tjugoförsta plats på distansen 10 kilometer.